# Vladimir Paz de la Barra
Vladimir Paz de la Barra (Huancayo, 4 de marzo de 1952-Lima, 27 de junio de 2020) fue un abogado peruano. Fue juez, decano del Colegio de Abogados de Lima, miembro del Consejo Nacional de la Magistratura y secretario general del partido Alianza para el Progreso.

## Biografía
Nació en la ciudad de Huancayo, el 4 de marzo de 1952.
Realizó sus estudios primarios en la ciudad de Huancayo y los secundarios en la ciudad de Huamanga.
Ingresó a la Facultad de Derecho y Ciencias Políticas de la Universidad Nacional Mayor de San Marcos donde logró graduarse como abogado. También realizó estudios de postgrado en Derecho Civil, Comercial y en Filosofía.
Paz de la Barra ingresó a la carrera judicial en 1978. Durante su gestión como juez civil de Lima, Paz de la Barra es sindicado como responsable del extravío del expediente de Evaristo Porras Ardila quien se encontraba capturado en Colombia y tenía pendiente una solicitud de extradición al Perú para ser juzgado por narcotráfico. Ese expediente se extravió al haber sido requerido como prueba en un juicio civil de divorcio a cargo de Paz de la Barra. Por este hecho, Paz de la Barra fue sancionado por la Sala Plena de la Corte Suprema de Justicia. Luego ello, Paz de la Barra renunció a su cargo de juez luego del autogolpe de Alberto Fujimori en 1992.
Era casado con Fanny Freigeiro Morán y su hijo fue el exalcalde de La Molina Álvaro Paz de la Barra.

### Decano del Colegio de Abogados
En 1996 fue elegido como decano del Colegio de Abogados de Lima, cargo que ejerció ese año siendo reelecto en 1997 y en 1999 y 2000. Durante su gestión se recuerda que su gremio presentó una de las tachas contra la candidatura de Alberto Fujimori en las elecciones generales del 2000 y la expresión ¡Fuera chino de mierda! que utilizó para referirse al entonces presidente.
Vladimir Paz de la Barra decidió por primera vez participar en la política como candidato al Congreso de la República en las elecciones generales del 2000 por el partido Somos Perú de Alberto Andrade, donde no obtuvo éxito. Se caracterizó por ser un fuerte opositor al gobierno dictatorial de Fujimori.
Postuló también al Gobierno Regional de Lima en las elecciones regionales del 2002 sin obtener la elección.

### Miembro del CNM
En el año 2010 fue nombrado miembro del Consejo Nacional de la Magistratura por los colegios de abogados, ejerciendo dicho cargo hasta su renuncia en el 2014 cuando se negó la apertura de una investigación al entonces fiscal de la nación, Carlos Ramos Heredia, en la que hubo indicios de existencia de un conflicto de intereses.
Luego, Paz de la Barra decidió afiliarse al partido Alianza para el Progreso donde ejercía como secretario general del partido. En ese puesto, acompañó al entonces candidato presidencial César Acuña y lo defendió ante la noticia de qué éste habría plagiado la tesis que presentó para obtener su grado de doctorado en la Universidad Complutense de Madrid.

## Fallecimiento
El 27 de junio del 2020, Vladimir Paz de la Barra falleció a los 69 años en la ciudad de Lima durante la pandemia de COVID-19.